# Templo de Zeus (Cirene)
El Templo de Zeus fue el mayor templo griego de Cirene, Libia, y uno de los mayores templos griegos jamás construidos. El templo original, de estilo dórico octástilo períptero, se construyó en torno a 500-480 a. C., y sufrió graves daños en 115 d. C.. Más tarde, en el mismo siglo, se reconstruyó parcialmente como templo no períptero con una estatua de culto colosal. Fue destruido de nuevo en el 365 d. C. por un terremoto e incendiado por los cristianos.
El templo era de estilo dórico. Su estilóbato medía 68,39 × 30,58 metros, con ocho columnas en los lados cortos y 17 en los lados largos.

## Historia
Generalmente se considera que el edificio conocido como Templo de Zeus en Cirene estaba dedicado a Zeus, a veces a su variante greco-egipcia Zeus Amón. Se desconoce la fecha exacta de construcción del templo[2]. A menudo se considera que se construyó en el periodo arcaico, en el 500 a. C., pero algunas opiniones lo datan en una fecha tan tardía como el 400 a. C.

## Descripción
Estaba situado en la colina noreste de Cirene, al noreste del recinto amurallado de la ciudad, cerca del hipódromo. 
La estructura se construyó como un templo dórico octástilo períptero. Estaba orientado hacia el este y se alzaba sobre un crepidoma de tres escalones, con una longitud de 68,3 metros y una anchura de 30,4 metros, por lo que tiene aproximadamente el mismo tamaño que el Templo de Zeus  Olímpico de Olimpia y el Partenón de Atenas. El pórtico delantero (pronaos) estaba sostenido por dos columnas in antis; el pórtico trasero (opistodomos), por tres columnas in antis. La cella tenía dos pisos y dos filas de columnas la dividían en tres naves. La columnata exterior (períptero) tiene ocho columnas acanaladas en la parte delantera y trasera y diecisiete columnas en cada uno de los lados largos. Sus cimientos son independientes de los de la cella, lo que puede indicar que fue añadida posteriormente (esto ocurrió sin duda en el Templo de Apolo de Cirene).
 Cada columna constaba de nueve tambores, con un diámetro de 1,9 metros. Los capiteles pesan unas 17 toneladas. El templo se construyó con piedra caliza de escasa calidad que se extrajo de una cantera situada justo al este; la cavidad que dejó formó más tarde el extremo sur del hipódromo de Cirene. Las columnas del templo utilizan una inclinación correctora de la perspectiva similar a la del Partenón.
Una inscripción latina (IRCyr. C.418) indica que a finales del reinado de Augusto (hacia 5-14 d. C.), un procónsul anónimo llevó a cabo extensas renovaciones y volvió a dedicar la estructura a "Júpiter Augusto". La magnitud de estas obras es incierta; es posible que incluyeran nuevas columnatas y la reconstrucción total de la cara este del templo.
El edificio sufrió graves daños cuando Cirene fue saqueada por combatientes judíos durante la guerra de Kitos en el año 115 d. C.,cuando se derrumbaron las columnas de su peristilo. Las pruebas arqueológicas demuestran que al menos 46 de las columnas de la columnata exterior fueron socavadas, cortando el crepidoma que había bajo ellas, insertando puntales de madera provisionales bajo las columnas y prendiéndoles fuego, lo que provocó que las columnas se derrumbaran hacia el exterior.  El templo se restauró entonces para poder utilizar su parte central, la cella, pero sus columnas nunca se reconstruyeron.

### Restauración Antonina

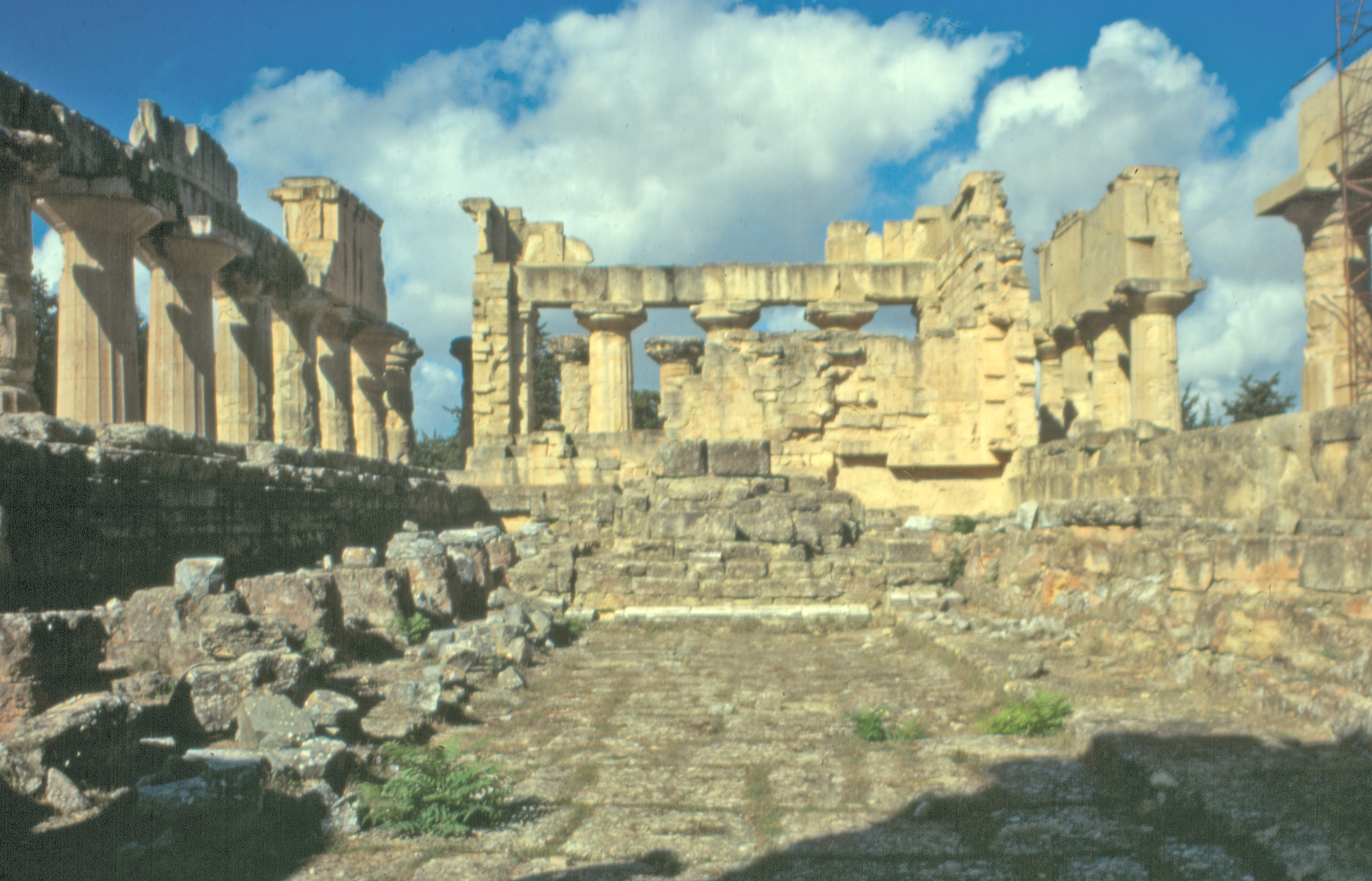
Vista interior del templo de Zeus, mirando al oeste hacia la plataforma para la estatua del culto.

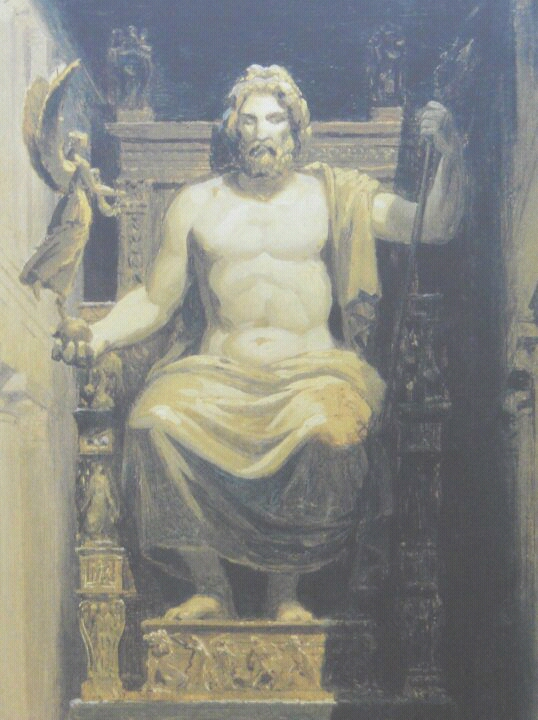
Reconstrucción artística de la Estatua de Zeus en Olimpia.

Tras el final de la guerra, el templo fue restaurado. Un conjunto de inscripciones en el arquitrabe oriental (IRCyr. C.419-420) registran que esta obra de restauración fue completada por el procónsul Claudio Atalo entre 172 y 175 d. C., durante el reinado de Marco Aurelio. La cella fue reconstruida, pero el intento de volver a erigir la columnata exterior fue abandonado casi de inmediato. El suelo de la cella se rebajó más de un metro y se añadió una escalera descendente en el interior de la entrada. Los muros interiores de la cella se recubrieron de mármol y se suprimieron las columnatas interiores en favor de un conjunto de columnas adosadas (diez a cada lado), de ármol cipollino, con capiteles corintios de mármol de la Proconeso. Se instaló una escalera en la parte delantera del crepidoma, ligeramente descentrada.
Durante el reinado de Cómodo, entre los años 185 y 192 d. C. (CIRC. C.421), se llevaron a cabo nuevas renovaciones. Estas obras incluyeron la construcción de una plataforma en la cella y una réplica acrolítica de la estatua de Zeus en Olimpia. Se conservan fragmentos de mármol de los dedos de las manos y de los pies, del torso y de los brazos de esta estatua, así como cedro y clavos del trono, y fragmentos de yeso del ropaje. Los tambores de las columnas de la columnata exterior se reutilizaron como soportes del trono de la estatua. En el Museo de Antigüedades de Cirene se conservan fragmentos de mármol de esta estatua. El arquitecto Aurelio Rufo, responsable en esta época de una pequeña inscripción (IRCyr. C.422), pudo ser el autor de esta estatua o de las renovaciones anteriores.
El templo se vino abajo por el terremoto de Creta de 365. Algún tiempo después, los cristianos purgaron la estructura, destrozando a conciencia las columnas internas y las estatuas e incendiando las ruinas. 
 La cabeza de una estatua de Zeus de tamaño natural del santuario se rompió en más de cien pedazos.

### Estructuras circundantes
Delante del templo hay una serie de estructuras que formaban parte del santuario. Delante del templo y ligeramente al norte de su eje hay un recinto helenístico rectangular de unos 20 metros de largo y 10 metros de ancho, al que se accedía desde el sur. En su interior había una pequeña estoa en el lado occidental y un pequeño templo del siglo II d. C. (el templo oriental) con un altar delante. Es posible que esta estructura sirviera de templo temporal para Zeus entre la destrucción del templo principal en el año 115 d. C. y su restauración en la década de 170 d. C. La cabeza de una estatua de Zeus de tamaño natural, actualmente en el museo de Cirene, puede proceder de la estatua de culto del templo oriental.
Al norte del recinto rectangular hay tres salas de banquetes (hestiatoria), con suelos de mosaico. Datan de finales del siglo III o principios del II a. C. Entre ellas hay un pequeño santuario dórico del siglo IV a. C.., que se ha identificado como un tesoro.

## Excavaciones
El tamaño de los bloques hizo que la estructura en ruinas fuera observada por los viajeros del siglo XIX. Las primeras excavaciones fueron llevadas a cabo por Robert Murdoch Smith y E. A. Porcher en 1861. El ejército italiano utilizó las ruinas como cantera para la construcción de un cuartel en 1915. Giacomo Guidi excavó completamente la cella en 1926. El resto del templo fue completamente excavado por Gennaro Pesche desde 1939 hasta 1942, cuando la Campaña del Desierto Occidental  puso fin a las excavaciones. El Departamento de Antigüedades de Cirenaica llevó a cabo nuevos trabajos de limpieza en 1954 y el Ejército británico volvió a erigir una columna y media en 1957.  Un largo proceso de anastilosis condujo a la reconstrucción de la mayor parte del templo entre 1967 y 2008. Este proyecto se llevó a cabo en parte para proteger los bloques de una mayor erosión. La estructura resultante es anacrónica, ya que combina el peristilo clásico con la cella de época imperial.